# Вороновское сельское поселение (Томская область)
Вороновское се́льское поселе́ние — муниципальное образование в Кожевниковском районе Томской области Российской Федерации.
Административный центр — село Вороново.

## История
Статус и границы сельского поселения установлены Законом Томской области от 10 сентября 2004 года № 202-ОЗ «О наделении статусом муниципального района, сельского поселения и установлении границ муниципальных образований на территории Кожевниковского района».

## Население
| 2002  | 2010  | 2012  | 2013  | 2014  | 2015  | 2016  |
| ----- | ----- | ----- | ----- | ----- | ----- | ----- |
| 2000  | ↗2118 | ↗2165 | ↗2183 | ↗2185 | ↘2118 | ↘2068 |
| 2017  | 2018  | 2019  | 2020  | 2021  |       |       |
| ↗2088 | ↘2055 | ↘2032 | ↘1999 | ↘1926 |       |       |

## Состав сельского поселения
| № | Населённый пункт | Тип населённого пункта       | Население |
| - | ---------------- | ---------------------------- | --------- |
| 1 | Волкодаевка      | деревня                      | ↘38       |
| 2 | Вороново         | село, административный центр | ↘1118     |
| 3 | Екимово          | деревня                      | ↘58       |
| 4 | Еловка           | деревня                      | ↘224      |
| 5 | Каштаково        | деревня                      | ↗2        |
| 6 | Красный Яр       | деревня                      | ↘95       |
| 7 | Осиновка         | село                         | ↘391      |